# 松野浩二
松野 浩二（まつの こうじ、1930年10月20日 - 2023年5月25日)は、日本の経営者である。日立金属元社長。

## 経歴・人物
山口県防府市出身。旧制防府中学校（現・山口県立防府高等学校）を卒業。山口大学経済学部卒業（第一期生）後、日立金属に入社。その後、同社の2代目代表取締役社長に就任。
1990年に藍綬褒章、2001年に勲三等旭日中綬章を受章。
2023年5月25日、脳梗塞のため死去。92歳没。

## 活動
- 公益社団法人日本鋳造工業会にて、日産スポーツプラザ 岡田支部長を務める[5]。
- 山口大学特別顧問である。

## 著書
- 『奮発震動の象あり : 防長教育史の人びと』（鳳陽会、2005年）[6]
- 『その後の長州五傑』（東洋図書出版、2011年）[6]
- 『薩長同盟』（東洋図書出版、2015年）[7]